# Сад Ермака
Сад Ермака́ — парк в Тобольске на мысе Чукман, образованном Большим Казачьим и Никольским взвозами.

## История
История парка начинается с 23 августа 1839 года, когда состоялось торжественное открытие памятника «Покорителю Сибири Ермаку». Сад был разбит позже — только в 1855 году. Тогда же здесь построили оранжерею и теплицу, и новый сад стал местом гуляний тоболяков. В оранжерее выращивали на продажу цветы и принимали на хранение комнатные растения, а в теплице выращивали овощи и зелень, хотя они были дорогими. За оранжереей и теплицей следила арестантская рота гражданского ведомства. В 1861 г. в теплице впервые вырастили ананасы.
Здесь на рубеже XIX—XX веков располагалось помещение Общественного собрания, где проводились различные торжественные мероприятия. В 1921 году недалеко от памятника установили мемориальную плиту в память о погибших за советскую власть.
Ныне парк служит местом для гуляний тоболяков. С него открывается красивый вид на подгорную часть Тобольска и на Тобольский кремль. На территории сада произрастают различные хвойные и лиственные деревья, встречающиеся в Сибири. Сад планируется реконструировать и облагородить.

## Памятник Ермаку Тимофеевичу
Установлен в Саде Ермака в честь казачьего атамана, покорителя Сибири — Ермака Тимофеевича. Является объектом культурного наследия.
Воздвигнут по указу императора Николая I Павловича, по проекту архитектора А. П. Брюлова, брата знаменитого живописца К. П. Брюлова, под надзором Кабинета Его Императорского Величества.
Первоначально предполагалось, что памятник будет установлен на так называемом Паником бугре, где был бы виден со всех частей города и даже с подъезда к городу от реки Тобол, впадающей здесь в Иртыш, но по ряду причин от этого места отказались.
Памятник поставлен 18 октября 1838 года в Тобольске на мысе Чукман, лежащем над речкою Курдюмкою, текущей в Иртыш, близ Тобольского кремля. Торжественно открыт в августе 1839 года. В 1855 году вокруг разбит парк «Сад Ермака». После посещения в 1891 году памятника цесаревичем Николаем Александровичем, (будущий Николай II) и по его рекомендации, вокруг памятника разместили пушки соединённые между собой цепями. В начале XX века, некоторое время, здесь располагались выполненные из чугуна фигуры стрельцов, символизирующие отряд Ермака, состоящий из русских служилых людей.

### Описание памятника
Памятник изготовлен на Горнощитском заводе, из мрамора, добытого в окрестностях Екатеринбурга.
Состоит из четырёхстороннего мраморного обелиска вышиной 7 сажен (16 метров), утверждённого на гранитном квадратном подножии до 4 сажен в поперечнике и в 14 аршин толщиною.
На лицевой стороне обелиска, обращённой на запад — к России, изображена на пьедестале из светло-серого мрамора следующая надпись в три строки: «ПОКОРИТЕЛЮ СИБИРИ, ЕРМАКУ». На противоположной восточной стороне надпись в 3 строки: «ВОЗДВИГНУТ В 1839 ГОДУ». По сторонам обелиска из темно-серого мрамора вырезано со всех четырёх сторон, вдоль, по одной пальмовой ветви, в Египетском вкусе, как и находящиеся под ним с двух сторон венки, с вырезанными по средине годами: с правой или южной стороны — 1581, когда Ермак завоевал столицу хана Кучюма. С левой или северной стороны 1584 — год смерти Ермака. Вверху и внизу пьедестала украшения выполненные барельефным (выпуклым) образом и образующие листья, цветы и плоды.

## Галерея

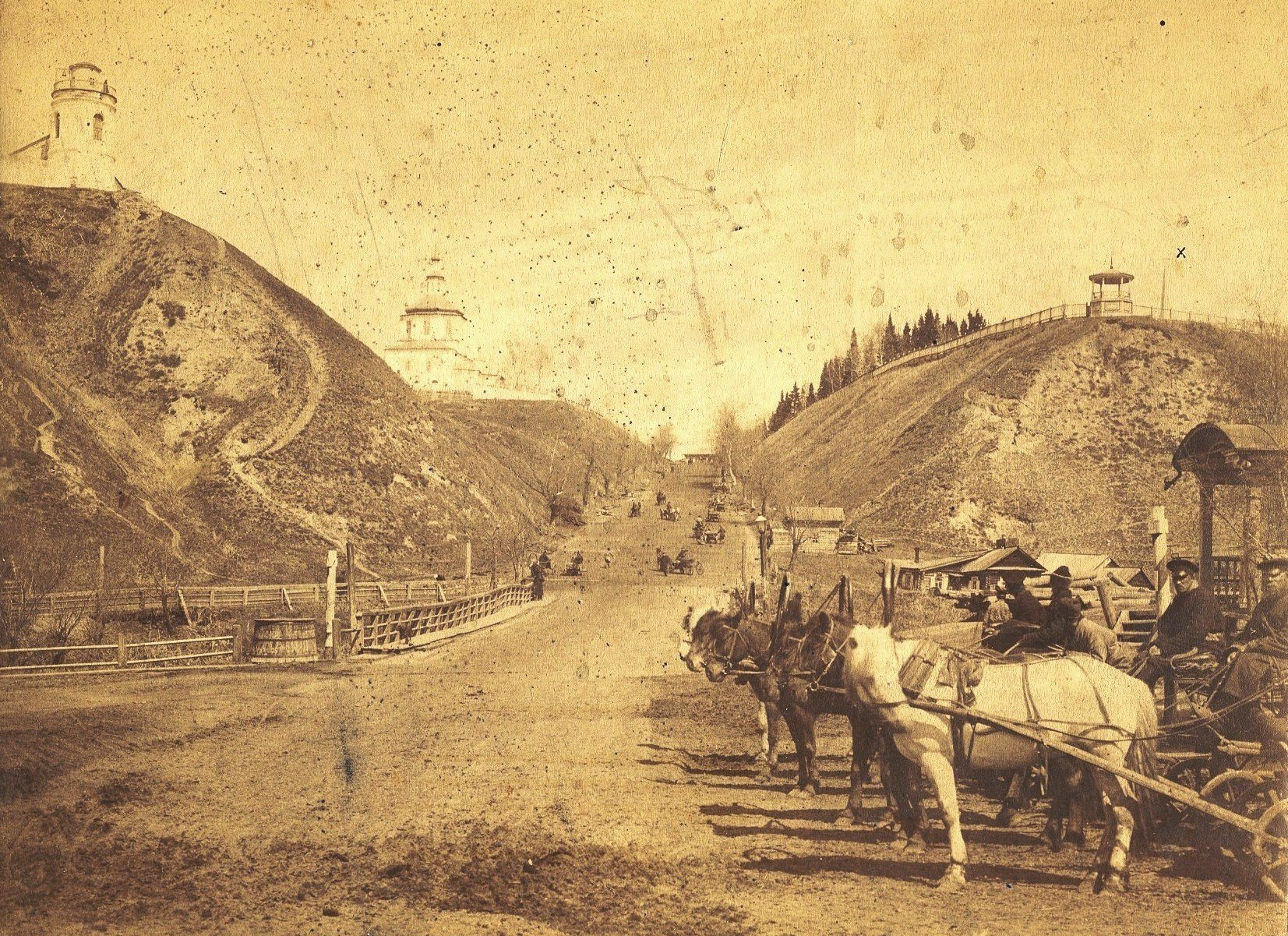
Никольский взвоз и сад с памятником и беседкой (начало XX века)
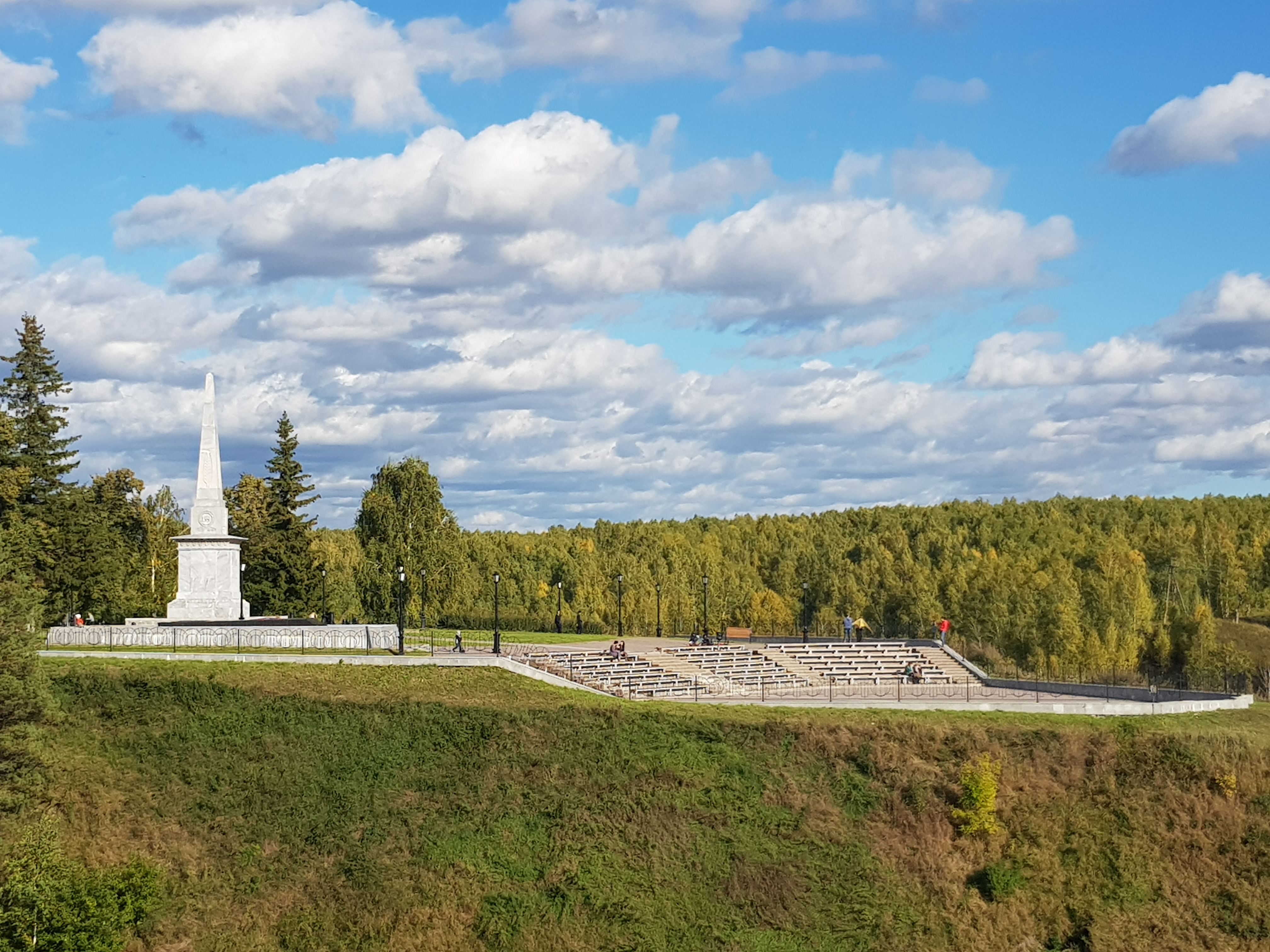
Вид с Красной площади
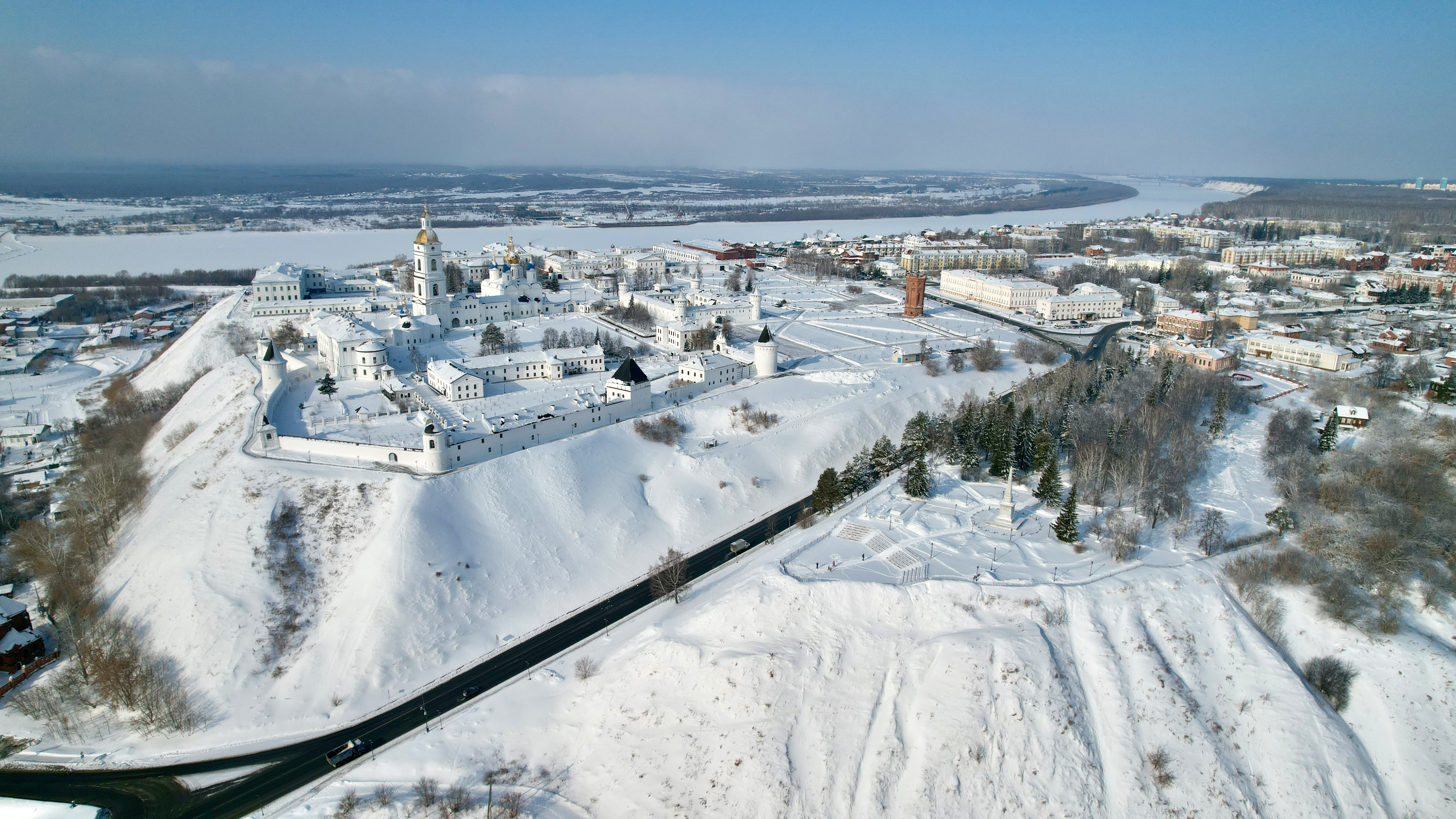
Тобольский кремль и сад Ермака зимой
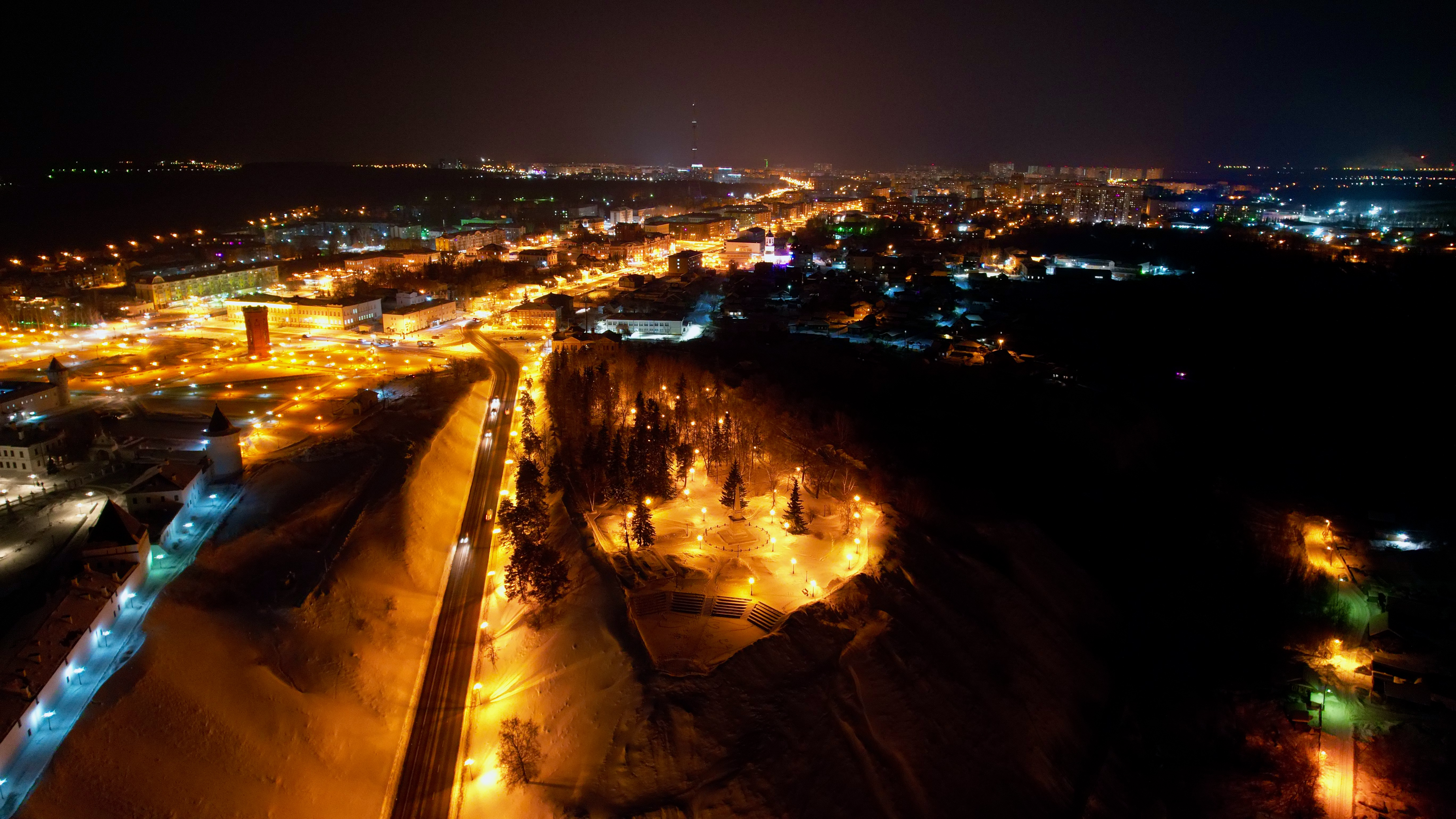
Вечерний вид с высоты